# AIR-2 Genie
Die Douglas AIR-2A Genie (ursprünglich als Douglas MB-1 Genie bezeichnet) war eine ungelenkte Luft-Luft-Rakete aus US-amerikanischer Produktion, die mit einem nuklearen Sprengkopf vom Typ W25 mit einer Sprengkraft von 1,5 bis 2 Kilotonnen ausgestattet war.
Die Rakete wurde von einem SR49-TC-1-Triebwerk (Hersteller: Thiokol) angetrieben, das sie auf eine Geschwindigkeit von Mach 3 beschleunigte. Die Reichweite betrug lediglich 9,5 km, was nach dem Start der Rakete ein schnelles Wendemanöver des Abfangjägers erforderte, um dem Vernichtungsradius der Kernwaffenexplosion zu entkommen. Die Genie-Rakete war zum Einsatz gegen feindliche Bomberformationen vorgesehen. Ein Einsatz gegen einzelne Flugzeuge war praktisch nicht möglich, da die Waffe ungelenkt war.

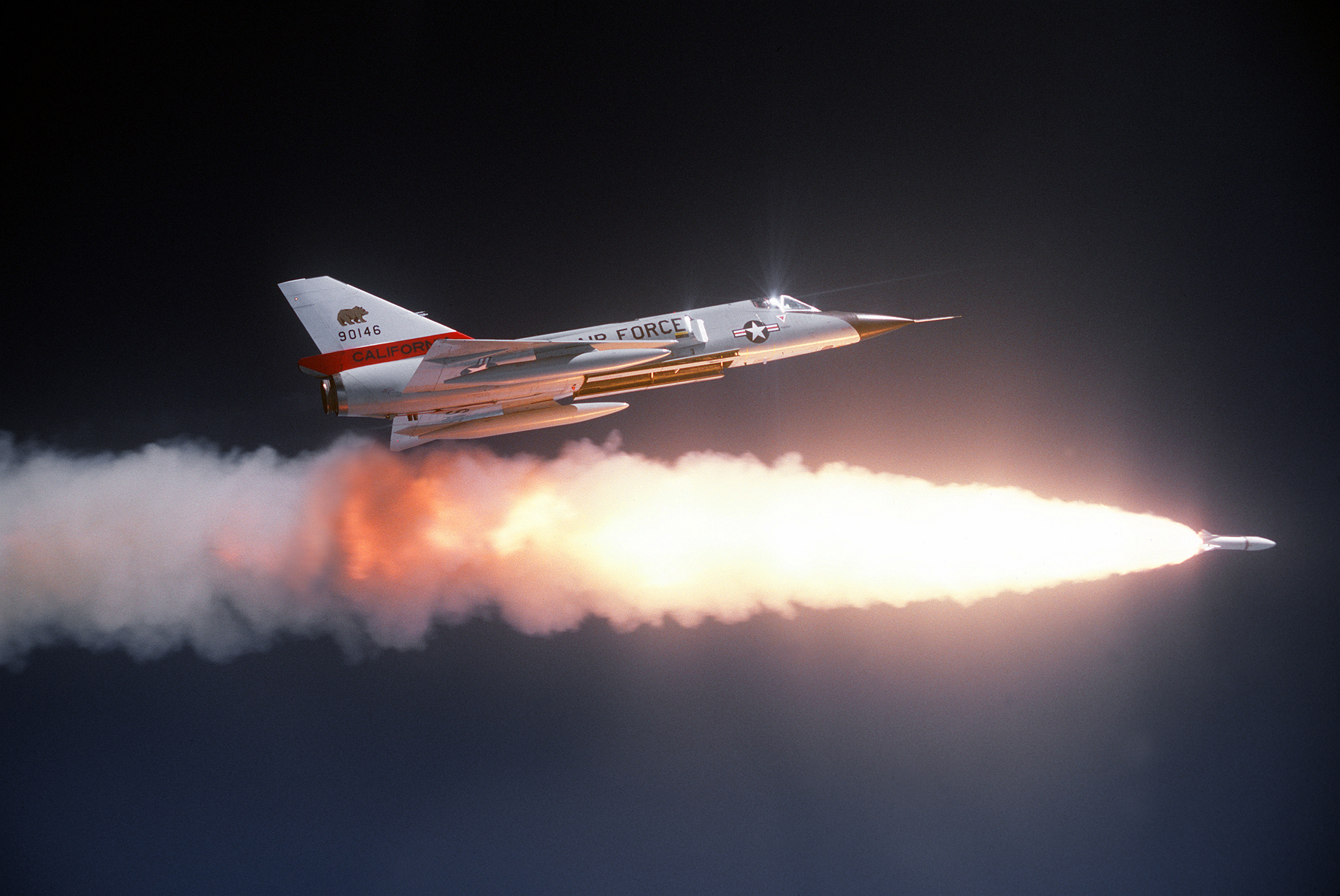
Der Abfangjäger Convair F-106 feuert eine AIR-2 ab

Die Waffe wurde an den Flugzeugtypen Northrop F-89J Scorpion, McDonnell F-101B Voodoo und Convair F-106A Delta Dart eingesetzt.
Am 19. Juli 1957 wurde über dem Yucca-Flats-Testgelände in Nevada im Rahmen des Plumbbob-John-Experiments eine scharfe Genie-Rakete von einer Northrop F-89J in 4600 Metern Höhe abgefeuert und gezündet, was der erste und einzige Kernwaffentest einer nuklearen Luft-Luft-Rakete war.
Mehrere tausend Exemplare dieser Waffe wurden in den späten 1950er-Jahren hergestellt, bis die Produktion im Jahre 1962 auslief. Die Genie befand sich bis 1982 im Einsatz und wurde ausgemustert, da auch ihre Trägerflugzeuge außer Dienst gestellt wurden.
Neben der AIR-2A wurde auch eine Trainingsversion ohne nuklearen Sprengkopf hergestellt, die die Bezeichnung ATR-2A „Ting-a-Ling“ trug.
Eine verbesserte Version sollte unter der Bezeichnung „AIR-2B Super Genie“ entwickelt werden, was aber nicht realisiert wurde.
Der Raketenmotor der Genie fand auch bei einigen Höhenforschungsraketen Verwendung. Dies waren die Astrobee-500 sowie die Ute- und Payute-Raketen. Außerdem wurden umgebaute Genie-Raketen als ALARR (Air launched – air recovered rocket) zur Erforschung der Hochatmosphäre eingesetzt. 